# ويلي رودلف فورستر
ويلي رودلف فورستر (بالألمانية: Willy Rudolf Foerster)‏ هو شخصية أعمال ألماني، ولد في 15 يوليو 1905 في رايشنباخ إم فوغتلاند في ألمانيا، وتوفي في 19 فبراير 1966 في هيبنهايم في ألمانيا.